# Phalaenopsis lindenii
Phalaenopsis lindenii (возможное русское название — Фаленопсис Линдена) — эпифитное трявянистое растение семейства Орхидные.
Вид не имеет устоявшегося русского названия. В русскоязычных источниках обычно используется научное название Phalaenopsis lindenii.

## Естественные вариации
- Phalaenopsis lindenii var. alba

## Биологическое описание
Моноподиальный эпифит средних размеров. 
 Стебель укороченный, скрыт основаниями 3-5 листьев.
Корни толстые.
Листья суккулентные, серебристые с мраморным рисунком, узкие, длинные, овальные, 20-30 см длиной, около 4 см шириной. 

Цветонос появляется от основания стебля, тонкий, зелёный, простой, иногда ветвящийся, многоцветковый (несёт 20-40 цветков).

Цветки мелкие, нежные, без запаха, диаметром 3-4 см. Общий тон белый, с розовым налетом и неярко выраженными сиреневыми полосками. Открываются одновременно, живут 15-20 дней.

Цветёт в разное время, пик цветения — конец весны.

## Ареал, экологические особенности
Филиппины, острова Бенджи, Багио и северная часть Лузона.
Встречается в горных лесах на высотах от 1000 до 1500 метров над уровнем моря.
Сезонные изменения температуры воздуха в местах естественного произрастания незначительны. Днем 22-25°С, ночью 13-17°С. Относительная влажность воздуха от 84 до 93 % в летние месяцы. Сухой сезон с декабря по июнь, в это время среднемесячное количество осадков от 5 до 120 мм. С июня по ноябрь от 400 до 1200 мм.
Относится к числу охраняемых видов (второе приложение CITES).

## История описания
Был обнаружен и в 1895 г. описан в «Журнале орхидей» французским ботаником Лохе. Назван в честь известного бельгийского садовода Жана Жюля Линдена. 
 Изначально ошибочно предполагалось, что Phalaenopsis lindenii — природный гибрид между Phalaenopsis equestris и Phalaenopsis schilleriana.

## В культуре
Температурная группа — умеренная. Для нормального цветения обязателен перепад температур день/ночь в 5-8°С.
Требования к свету: 1000—1200 FC, 10760—12912 lx.
Общая информация о агротехнике в статье Фаленопсис.
Вид активно используется в гибридизации.

## Первичныегибриды(грексы)
- Baguio — schilleriana х lindenii (W.W.G. Moir) 1966
- Batangas — stuartiana х lindenii (Fredk. L. Thornton) 1979
- Cellinde — lindenii х celebensis (Zuma Canyon Orchids Inc.) 1988
- Chickadee — lindenii х amabilis (Dr/Mrs Robert J Griesbach) 1982
- Essence Zusan — mannii х lindenii (Shih-Fong Chen) 1996
- Florilind — lindenii х floresensis (Cramer) 1998
- Hans Christiansen — gigantea х lindenii (Hans Christiansen) 2001
- Helene Burkhardt — venosa х lindenii (Erwin Burkhardt) 1988
- Janine — lindenii х speciosa (Luc Vincent) 1993
- Javalin — lindenii х javanica (Zuma Canyon Orchids Inc. (Stones River Orchids)) 1983
- Jean-Pierre Zryd — lindenii х fuscata (Luc Vincent) 1994
- Li’L Bit — maculata х lindenii (Jones & Scully) 1970
- Lincervi — lindenii х cornu-cervi (Fredk. L. Thornton) 1967
- Lindemod — lindenii х modesta (Luc Vincent) 2004
- Marie Linden — mariae х lindenii (W. W. G. Moir) 1975
- Memoria Mildred Holt — lindenii х parishii (D. Frank) 1999
- Professor Rubinia — lindenii х micholitzii (Atmo Kolopaking) 1985
- Robert W Miller — lindenii х sanderiana (John H Miller) 1960
- San Shia Puff — lindenii х chibae (Hou Tse Liu) 2004
- Stern Von Martell — lindenii х sumatrana (Martell Orchids) 1984
- Sunfire — lindenii х lueddemanniana (John H Miller) 1964
- Venus — lindenii х equestris (A. Misumi) 1923
- Vilind — violacea х lindenii (Wm. Kirch Orchids Ltd. (Ernest T. Iwanaga)) 1969
- Wanda Williams — lindenii х amboinensis (Dr Henry M Wallbrunn) 1967